# SN 1997dj
SN 1997dj – supernowa odkryta 24 października 1997 roku w galaktyce A011440-4035. W momencie odkrycia miała maksymalną jasność 22,00m.